# Tourist Trophy 2010
Il Tourist Trophy 2010 è un evento motociclistico svoltosi sull'Isola di Man dal 29 maggio al 10 giugno 2010.
Protagonista di questa edizione è stato Ian Hutchinson, che vince tutte le cinque gare a cui ha preso parte (Superbike, entrambe quelle della Supersport, Superstock e Senior TT) aggiudicandosi il TT Championship.
Da questa edizione viene introdotta una graduatoria speciale per i “piloti privati”, cioè tutti quei piloti che partecipano alla manifestazione senza avere supporto ufficiale da una casa motociclistica. Tale classifica, che prende la denominazione ufficiale di “TT Privateer Championship”, viene vinta per la prima volta da James McBride.

## Risultati
La competizione si svolge sul circuito del Mountain, di ogni gara vengono riportati solo i primi dieci piloti. Dove non indicata la nazionalità si intende pilota britannico.

### Superbike TT
5 giugno. 6 giri
| Pos. | Pilota           | Motocicletta      | Velocità media | Tempo      |
| ---- | ---------------- | ----------------- | -------------- | ---------- |
| 1    | Ian Hutchinson   | Honda CBR 1000RR  | 127.502 mph    | 1:46.31.82 |
| 2    | Michael Dunlop   | Honda CBR 1000RR  | 126.828 mph    | 1:47.05.75 |
| 3    | Cameron Donald   | Suzuki GSX-R 1000 | 126.638 mph    | 1:47.15.40 |
| 4    | Guy Martin       | Honda CBR 1000RR  | 126.586 mph    | 1:47.18.05 |
| 6    | Adrian Archibald | Suzuki GSX-R 1000 | 126.586 mph    | 1:47.18.05 |
| 6    | Keith Amor       | Honda CBR 1000RR  | 126.467 mph    | 1:47.24.11 |
| 7    | Ian Lougher      | Kawasaki ZX 10R   | 124.895 mph    | 1:48.45.20 |
| 8    | Michael Rutter   | Honda CBR 1000RR  | 123.997 mph    | 1:49.32.47 |
| 9    | Daniel Stewart   | Honda CBR 1000RR  | 123.438 mph    | 1:50.02.24 |
| 10   | Ryan Farquhar    | Kawasaki ZX 10R   | 123.428 mph    | 1:50.02.81 |

### Sidecar TT - gara A

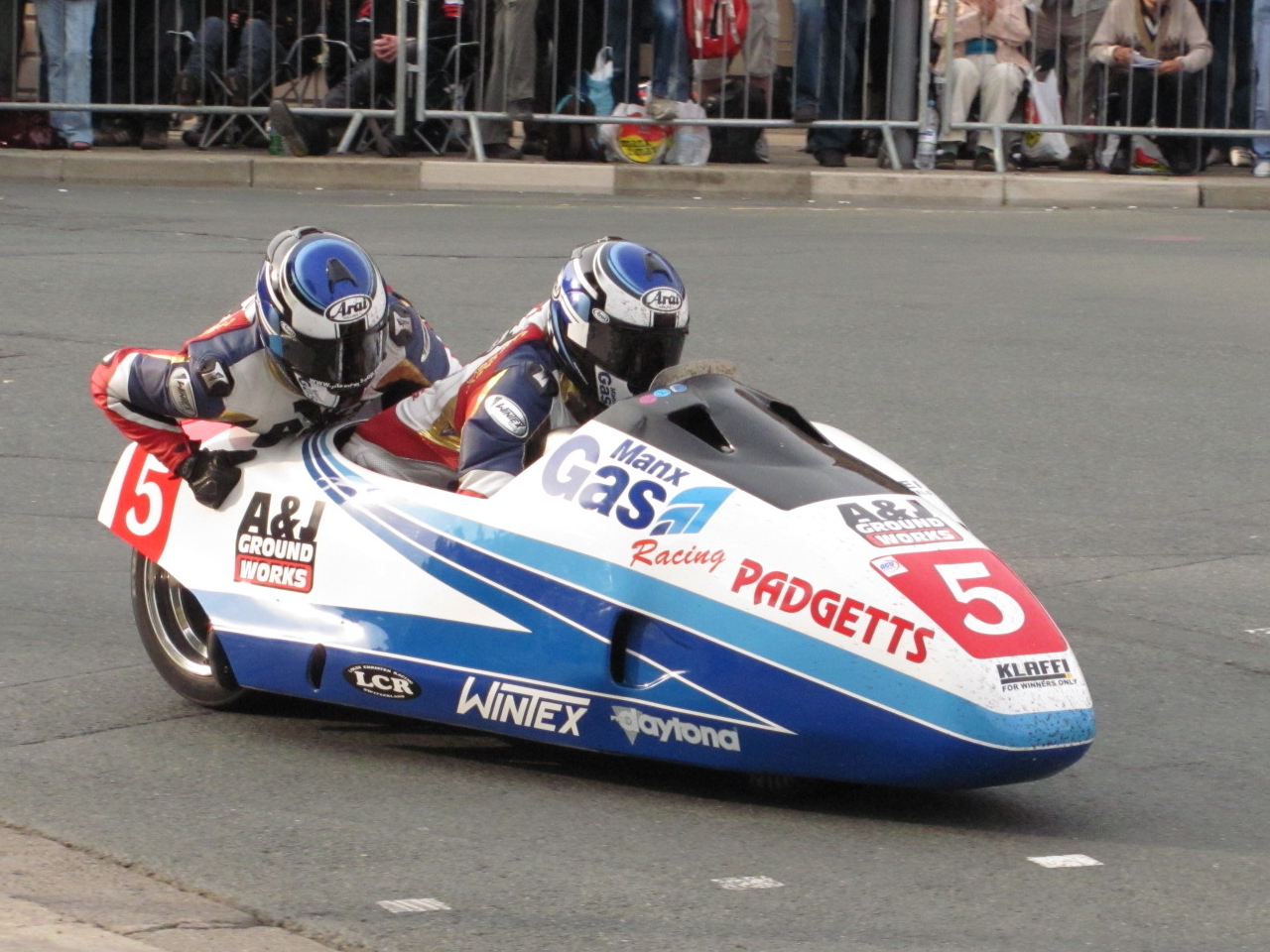
Klaus Klaffenböck e Dan Sayle, vincitori di entrambe le gare del Sidecar TT

5 giugno. 3 giri
| Pos. | Pilota            | Passeggero       | Motocicletta            | Velocità media | Tempo      |
| ---- | ----------------- | ---------------- | ----------------------- | -------------- | ---------- |
| 1    | Klaus Klaffenböck | Dan Sayle        | LCR Honda 600 cm³       | 114.410 mph    | 59' 21.61  |
| 2    | Dave Molyneux     | Patrick Farrance | DMR Kawasaki 600 cm³    | 114.326 mph    | 59' 24.24  |
| 3    | Tim Reeves        | Dipash Chauhan   | Honda 600 cm³           | 112.676 mph    | 1:00.16.41 |
| 4    | Simon Neary       | Paul Knapton     | LCR Honda 600 cm³       | 112.344 mph    | 1:00.27.12 |
| 5    | Tony Elmer        | Darren Marshall  | Ireson Yamaha 600 cm³   | 110.178 mph    | 1:01.38.41 |
| 6    | Gary Bryan        | Gary Partridge   | Baker Honda 600 cm³     | 110.027 mph    | 1:01.43.49 |
| 7    | Greg Lambert      | Jason Slous      | GLR Honda 600 cm³       | 108.980 mph    | 1:02.19.07 |
| 8    | Bill Currie       | Robert Biggs     | LCR Yamaha 600 cm³      | 107.944 mph    | 1:02.54.96 |
| 9    | David Kimberley   | Robert Bell      | Ireson Honda 600 cm³    | 107.025 mph    | 1:03.27.37 |
| 10   | Gordon Shand      | Stuart Graham    | Shand F2 Suzuki 600 cm³ | 106.506 mph    | 1:03.45.92 |

### Supersport TT - gara 1

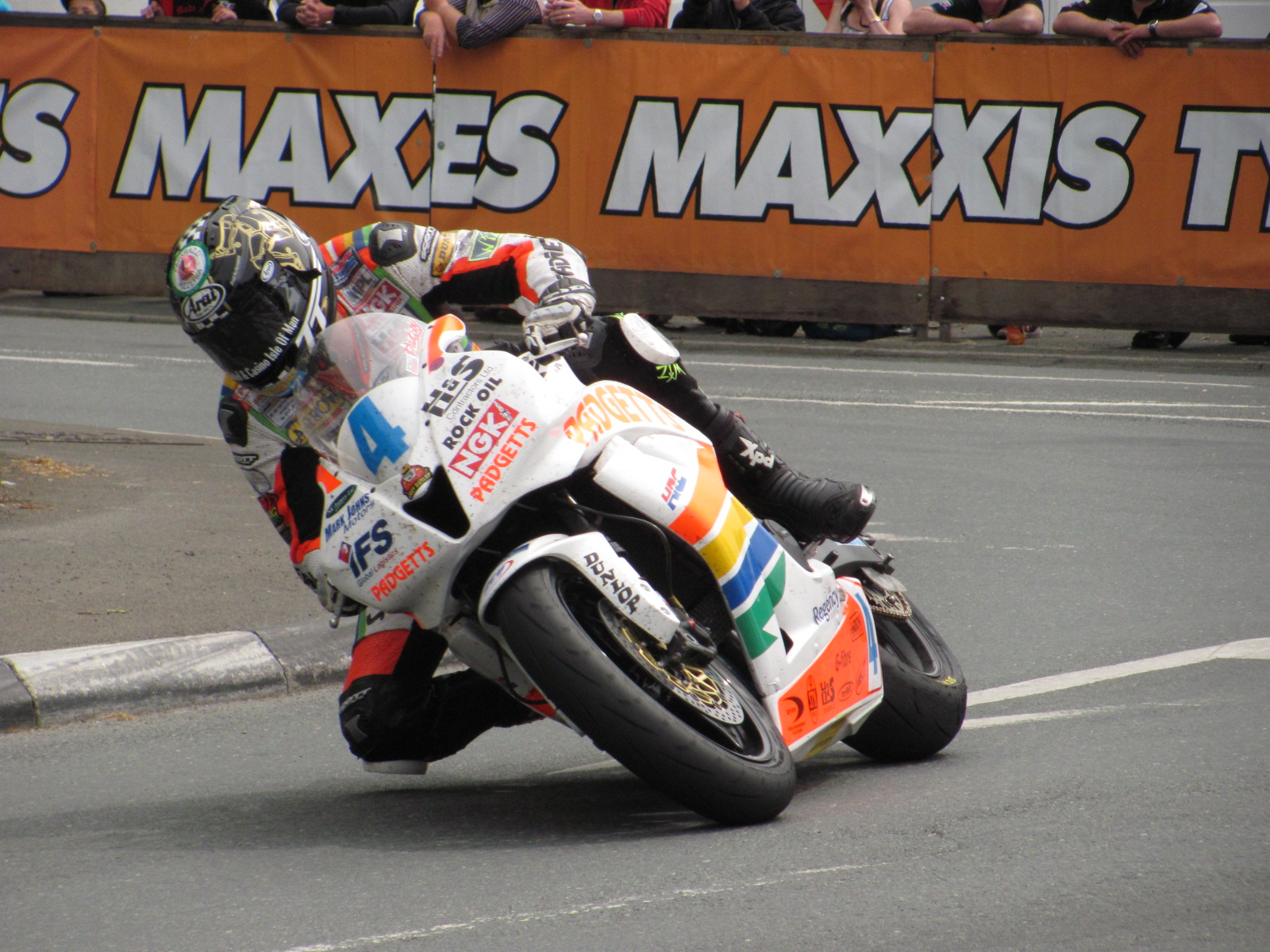
Ian Hutchinson, vincitore della prima gara del Supersport TT

7 giugno. 4 giri
| Pos. | Pilota          | Motocicletta     | Velocità media | Tempo      |
| ---- | --------------- | ---------------- | -------------- | ---------- |
| 1    | Ian Hutchinson  | Honda CBR 600RR  | 124.667 mph    | 1:12.37.75 |
| 2    | Guy Martin      | Honda CBR 600RR  | 124.591 mph    | 1:12.40.78 |
| 3    | Michael Dunlop  | Yamaha YZF R6    | 124.264 mph    | 1:12.52.24 |
| 4    | Keith Amor      | Honda CBR 600RR  | 123.773 mph    | 1:13.09.59 |
| 5    | Dan Kneen       | Yamaha YZF R6    | 123.314 mph    | 1:13.25.92 |
| 6    | William Dunlop  | Yamaha YZF R6    | 123.066 mph    | 1:13.34.81 |
| 7    | John McGuinness | Honda CBR 600RR  | 122.861 mph    | 1:13.42.17 |
| 8    | Conor Cummins   | Kawasaki ZX-6R   | 122.685 mph    | 1:13.48.51 |
| 9    | Ryan Farquhar   | Kawasaki ZX-6R   | 122.507 mph    | 1:13.54.95 |
| 10   | Cameron Donald  | Suzuki GSX-R 600 | 121.519 mph    | 1:14.30.99 |

### Superstock TT
7 giugno. 4 giri
| Pos. | Pilota           | Motocicletta      | Velocità media | Tempo      |
| ---- | ---------------- | ----------------- | -------------- | ---------- |
| 1    | Ian Hutchinson   | Honda CBR 1000RR  | 128.100 mph    | 1:10.41.31 |
| 2    | Ryan Farquhar    | Kawasaki ZX 10R   | 128.060 mph    | 1:10.42.63 |
| 3    | Conor Cummins    | Kawasaki ZX 10R   | 127.117 mph    | 1:11.14.12 |
| 4    | John McGuinness  | Honda CBR 1000RR  | 126.472 mph    | 1:11.35.92 |
| 5    | Guy Martin       | Honda CBR 1000RR  | 126.057 mph    | 1:11.50.06 |
| 6    | Keith Amor       | BMW S1000RR       | 126.051 mph    | 1:11.50.25 |
| 7    | Ian Lougher      | Kawasaki ZX 10R   | 125.448 mph    | 1:12.10.97 |
| 8    | Michael Dunlop   | Honda CBR 1000RR  | 124.939 mph    | 1:12.28.63 |
| 9    | Michael Rutter   | Honda CBR 1000RR  | 124.819 mph    | 1:12.32.78 |
| 10   | Adrian Archibald | Suzuki GSX-R 1000 | 124.525 mph    | 1:12.43.08 |

### Sidecar TT - gara B
10 giugno. 3 giri
| Pos. | Pilota            | Passeggero     | Motocicletta                 | Velocità media | Tempo       |
| ---- | ----------------- | -------------- | ---------------------------- | -------------- | ----------- |
| 1    | Klaus Klaffenböck | Dan Sayle      | LCR Honda 600 cm³            | 113.431 mph    | 59' 52.35   |
| 2    | John Holden       | Andrew Winkle  | LCR Suzuki 600 cm³           | 113.396 mph    | 59' 53.47   |
| 3    | Conrad Harrison   | Kerry Williams | Shelbourne Honda 600 cm³     | 110.962 mph    | 1:01.12.29  |
| 4    | Gary Bryan        | Gary Partridge | Baker Honda 600 cm³          | 109.105 mph    | 1:002.14.77 |
| 5    | Greg Lambert      | Jason Slous    | GLR Honda 600 cm³            | 108.362 mph    | 1:002.40.38 |
| 6    | Roy Hanks         | Gary Partridge | Molyneux Rose Suzuki 600 cm³ | 108.257 mph    | 1:02.44.03  |
| 7    | Robert Handcock   | Mike Aylott    | Shelbourne Honda 600 cm³     | 107.291 mph    | 1:03.17.92  |
| 8    | David Kimberley   | Robert Bell    | Ireson Honda 600 cm³         | 106.996 mph    | 1:03.28.39  |
| 9    | Gordon Shand      | Stuart Graham  | Shand F2 Suzuki 600 cm³      | 106.437 mph    | 1:03.48.42  |
| 10   | Brian Kelly       | Dicky Gale     | DMR Honda 600 cm³            | 105.139 mph    | 1:04.35.68  |

### Supersport TT - gara 2
10 giugno. 4 giri
| Pos. | Pilota          | Motocicletta     | Velocità media | Tempo      |
| ---- | --------------- | ---------------- | -------------- | ---------- |
| 1    | Ian Hutchinson  | Honda CBR 600RR  | 125.161 mph    | 1:12.20.89 |
| 2    | Michael Dunlop  | Yamaha YZF R6    | 125.120 mph    | 1:12.22.34 |
| 3    | Keith Amor      | Honda CBR 600RR  | 124.180 mph    | 1:12.55.19 |
| 4    | Guy Martin      | Honda CBR 600RR  | 124.035 mph    | 1:13.00.31 |
| 5    | John McGuinness | Honda CBR 600RR  | 123.098 mph    | 1:13.33.64 |
| 6    | Conor Cummins   | Kawasaki ZX-6R   | 123.092 mph    | 1:13.33.87 |
| 7    | William Dunlop  | Yamaha YZF R6    | 122.751 mph    | 1:13.46.12 |
| 8    | Bruce Anstey    | Suzuki GSX-R 600 | 122.031 mph    | 1:14.12.16 |
| 9    | Ryan Farquhar   | Kawasaki ZX-6R   | 121.929 mph    | 1:14.15.97 |
| 10   | Dan Kneen       | Yamaha YZF R6    | 121.654 mph    | 1:14.26.04 |

### TT Zero
10 giugno. 1 giro

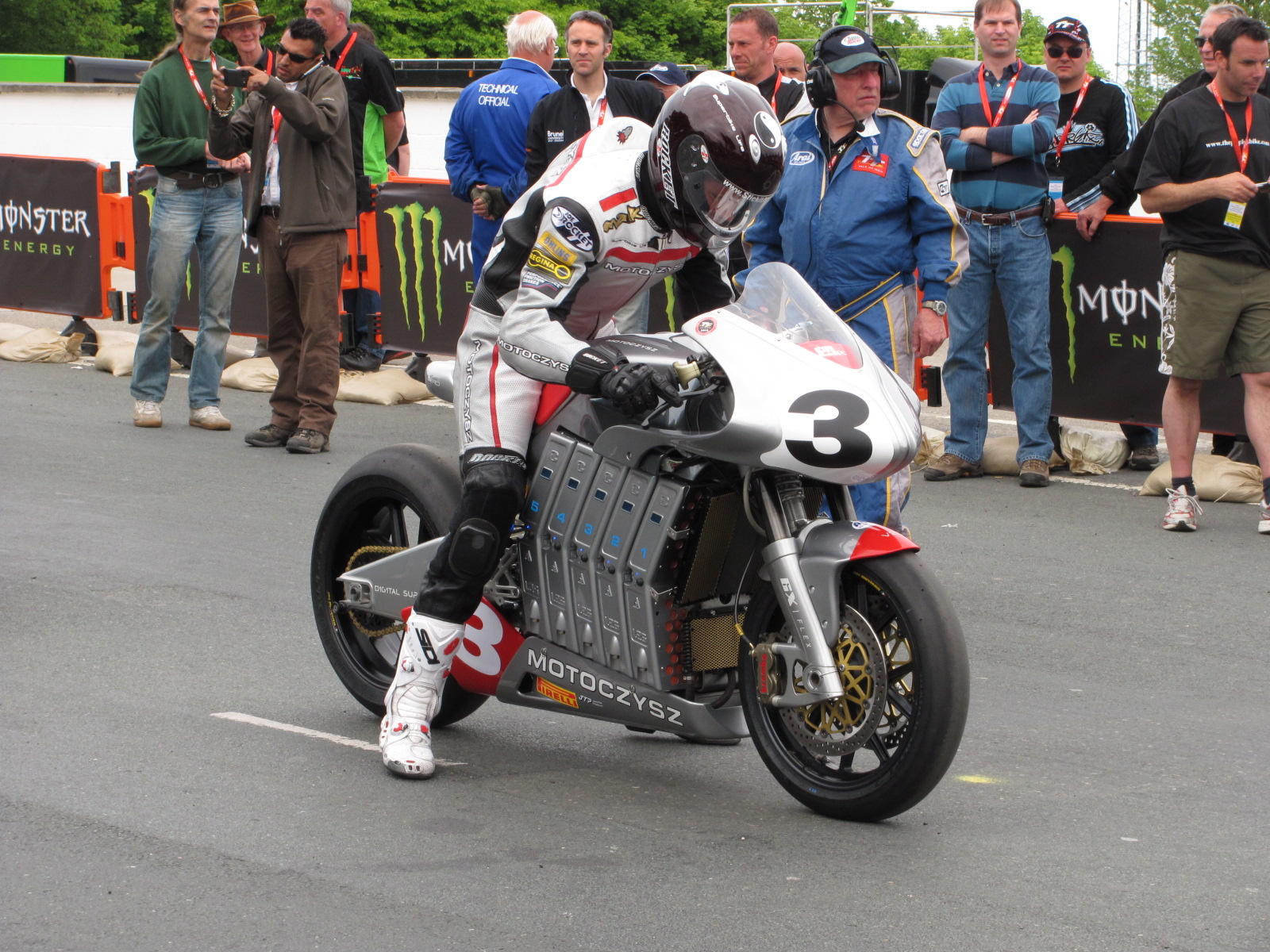
Mark Miller, vincitore del TT Zero, in attesa della partenza

Nove piloti alla partenza, di cui quattro ritirati.
| Pos. | Pilota            | Motocicletta   | Tempo      | Velocità media |
| ---- | ----------------- | -------------- | ---------- | -------------- |
| 1    | Mark Miller       | MotoCzysz E1pc | 96.820 mph | 23' 22.89      |
| 2    | Robert Barber     | Agni           | 89.290 mph | 25' 21.19      |
| 3    | James McBride     | Man TTX        | 88.653 mph | 25' 32.13      |
| 4    | Jennifer Tinmouth | Agni           | 88.228 mph | 25' 39.50      |
| 5    | George Spence     | Peter Williams | 64.705 mph | 34' 59.19      |

### Senior TT

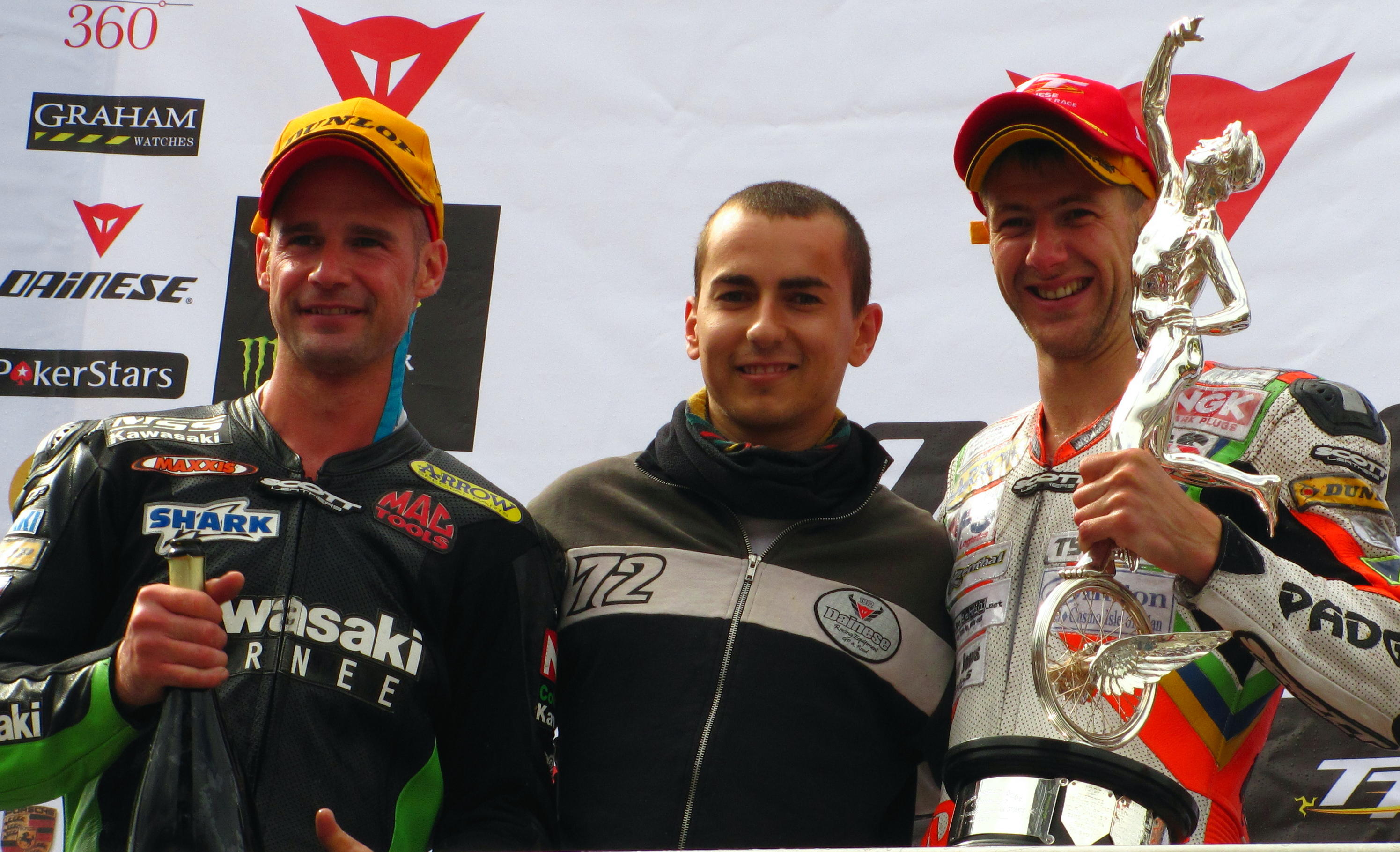
Premiazione del Senior TT, con (da sinistra verso destra): Ryan Farquhar (secondo), Jorge Lorenzo (ospite della manifestazione) e Ian Hutchinson (vincitore)

11 giugno. 4 giri
| Pos. | Pilota           | Motocicletta      | Velocità media | Tempo      |
| ---- | ---------------- | ----------------- | -------------- | ---------- |
| 1    | Ian Hutchinson   | Honda CBR 1000RR  | 128.607 mph    | 1:10.24.59 |
| 2    | Ryan Farquhar    | Kawasaki ZX 10R   | 127.467 mph    | 1:11.02.36 |
| 3    | Bruce Anstey     | Suzuki GSX-R 1000 | 126.408 mph    | 1:11.38.08 |
| 4    | Ian Lougher      | Kawasaki ZX 10R   | 125.721 mph    | 1:12.01.57 |
| 5    | Michael Rutter   | Honda CBR 1000RR  | 125.455 mph    | 1:12.10.74 |
| 6    | Daniel Stewart   | Honda CBR 1000RR  | 124.797 mph    | 1:12.33.57 |
| 7    | Adrian Archibald | Suzuki GSX-R 1000 | 124.675 mph    | 1:12.37.82 |
| 8    | Dan Kneen        | Suzuki GSX-R 1000 | 123.220 mph    | 1:13.29.30 |
| 9    | Davy Morgan      | Suzuki GSX-R 1000 | 122.894 mph    | 1:13.40.98 |
| 10   | James McBride    | Yamaha YZF R1     | 122.625 mph    | 1:13.50.69 |

### Joey Dunlop TT Championship Trophy
| Pos. | Pilota           | Superbike | Supersport 1 | Superstock | Supersport 2 | Senior TT | Punti |
| ---- | ---------------- | --------- | ------------ | ---------- | ------------ | --------- | ----- |
| 1    | Ian Hutchinson   | 25        | 25           | 25         | 25           | 25        | 125   |
| 2    | Michael Dunlop   | 20        | 16           | 8          | 20           |           | 64    |
| 3    | Ryan Farquhar    | 6         | 7            | 20         | 7            | 20        | 60    |
| 4    | Guy Martin       | 13        | 20           | 11         | 13           |           | 57    |
| 5    | Keith Amor       | 10        | 13           | 10         | 16           |           | 49    |
| 6    | Ian Lougher      | 9         | 4            | 9          | 2            | 13        | 37    |
| 7    | Conor Cummins    |           | 8            | 16         | 10           |           | 34    |
| 8    | John McGuinness  |           | 9            | 13         | 11           |           | 33    |
| 9    | Cameron Donald   | 16        | 6            | 5          | 3            |           | 30    |
| 10   | Dan Kneen        | 4         | 11           | 1          | 6            | 8         | 30    |
| 11   | Adrian Archibald | 11        |              | 6          | 4            | 9         | 30    |
| 12   | Bruce Anstey     | 5         |              |            | 8            | 16        | 29    |
| 13   | Michael Rutter   | 8         |              | 7          |              | 11        | 26    |
| 14   | William Dunlop   |           | 10           |            | 9            |           | 19    |
| 15   | Daniel Stewart   | 7         |              |            |              | 10        | 17    |
| 16   | Gary Johnson     |           | 5            | 3          | 5            | 2         | 15    |
| 17   | Davy Morgan      | 2         |              |            |              | 7         | 9     |
| 18   | James McBride    |           | 2            |            |              | 6         | 8     |
| 19   | Jimmy Moore      |           |              |            | 1            | 5         | 6     |
| 20   | James Hillier    |           | 2            | 4          |              |           | 6     |
| 21   | Ian Mackman      | 3         |              |            |              | 3         | 6     |
| 22   | Rico Penzkofer   |           |              |            |              | 4         | 4     |
| 23   | Derek Brien      |           | 3            |            |              |           | 3     |
| 24   | John Burrows     |           |              |            |              | 1         | 1     |
| 25   | Stephen Oates    | 1         |              |            |              |           | 1     |
| 26   | Ben Wylie        |           | 1            |            |              |           | 1     |
| Pos. | Pilota           | Superbike | Supersport 1 | Superstock | Supersport 2 | Senior TT | Punti |

### TT Privateer Championship
| Pos. | Pilota              | Superbike | Supersport 1 | Superstock | Supersport 2 | Senior TT | Punti |
| ---- | ------------------- | --------- | ------------ | ---------- | ------------ | --------- | ----- |
| 1    | James McBride       | 11        | 13           | 25         | 11           | 20        | 80    |
| 2    | Jimmy Moore         | 16        |              | 13         | 25           | 16        | 70    |
| 3    | Davy Morgan         | 25        |              | 11         |              | 25        | 61    |
| 4    | Derek Brien         |           | 25           | 1          | 20           |           | 46    |
| 5    | Stefano Bonetti     |           | 7            | 16         | 6            | 10        | 39    |
| 6    | Ben Wylie           | 6         | 20           |            | 11           |           | 37    |
| 7    | Stephen Oates       | 20        | 6            | 10         |              |           | 35    |
| 8    | Oliver Linsdell     |           | 16           |            | 16           |           | 32    |
| 9    | Paul Dobbs          | 13        | 8            | 9          |              |           | 30    |
| 10   | Luis Carreira       | 9         |              | 20         |              |           | 29    |
| 11   | Antonio Maeso       | 8         |              | 8          | 3            | 9         | 28    |
| 12   | David Johnson       | 4         |              | 5          | 5            | 13        | 27    |
| 13   | Ian Pattinson       | 10        | 5            | 3          | 9            |           | 27    |
| 14   | Chris Palmer        |           | 11           |            | 10           |           | 21    |
| 15   | David Hewson        | 7         |              | 4          | 1            | 8         | 20    |
| 16   | Roger Maher         |           | 2            |            | 8            | 7         | 17    |
| 17   | Steve Mercer        | 5         |              |            |              | 11        | 16    |
| 18   | Paul Shoesmith      | 2         |              | 6          |              | 6         | 14    |
| 19   | Stephen Mcllvenna   |           | 9            |            | 4            |           | 13    |
| 20   | Jim Hodson          | 1         | 1            |            | 7            | 2         | 11    |
| 21   | Paul Owen           |           | 10           |            |              |           | 10    |
| 22   | Michael Russell     |           | 3            |            | 5            |           | 8     |
| 23   | Kiaran Hanklin      |           |              | 7          |              |           | 7     |
| 24   | Hudson Kennaugh     |           |              |            |              | 5         | 5     |
| 25   | Stephen Thompson    |           |              |            |              | 4         | 4     |
| 26   | Rob Barber          | 3         |              |            | 2            |           | 3     |
| 27   | Brian McCormack     |           |              |            |              | 3         | 5     |
| 28   | Michal Dokoupil     |           | 4            |            |              |           | 4     |
| 29   | Sergio Romero       |           |              | 2          |              |           | 2     |
| 30   | David Madsen-Mygdal |           |              |            |              | 1         | 1     |
| 31   | Roy Richardson      |           | 1            |            |              |           | 1     |
| Pos. | Pilota              | Superbike | Supersport 1 | Superstock | Supersport 2 | Senior TT | Punti |